# Reuss-Lobenstein
Reuss-Lobenstein (alemany: Reuß-Lobenstein) va ser un estat localitzat en la part alemanya del Sacre Imperi Romanogermànic. Els membres de la família Reuss-Lobenstein pertanyien a la branca línia menor de Reuss. Reuss-Lobenstein va existir durant dos períodes diferents, va ser creat en 1425 com un senyoriu amb Enric II com el seu primer governant. El primer senyoriu de Reuss-Lobenstein va ser dissolt en 1547 quan el territori va ser absorbit per Reuss-Plauen.
Reuss-Lobenstein va ser recreat en 1647, una altra vegada com a senyoriu que va romandre fins a 1673 quan el títol de senyor va ser ascendit a comte. Després de la mort del comte Enric X en 1671, Reuss-Lobenstein va ser governat conjuntament pels seus tres fills Enric III, Enric VIII de Reuss-Lobenstein i Enric X. En 1678 Reuss-Lobenstein va ser dividit entre Enric III, romanent com a comte de Reuss-Lobenstein, Enric VIII, passant a ser comte de Reuss-Hirschberg i Enric X, convertint-se en comte de Reuss-Ebersdorf. Reuss-Lobenstein va ser dividit per segona vegada en 1710 després de la mort d'Enric III, sent creat el territori de Reuss-Selbitz per al fill menor Enric XXVI, mentre que Enric XV el va succeir com a comte de Reuss-Lobenstein.
Reuss-Lobenstein va ser elevat a principat en 1790 i es va unir a la Confederació del Rin el 15 de desembre de 1806. Amb la mort del príncep Enric LIV en 1824, la línia de Reuss-Lobenstein es va extingir i va ser heretada pel príncep de Reuss-Ebersdorf.

## Governants
Senyors de Reuss-Lobenstein 1425–1547
- Enric II, 1425-70
- Enric I, 1482-87
- Enric II, 1482-1500, amb
  - Enric III, 1482-1498
- Enric I, 1500-38, amb
  - Enric II, 1500-1547

Absorbit per Reuss-Plauen, 1547
Senyors de Reuss-Lobenstein 1647-1673
- Enric X, 1647-71
- Enric III, 1671-1710, amb
  - Enric VIII, 1671-73 i
  - Enric X, 1671-73

Elevat a comtat, 1673
Comte de Reuss-Lobenstein 1673–1790
- Enric III, 1673-1710, amb
  - Enric VIII (comte de Reuss-Hirschberg des de 1678), 1673-78 i
  - Enric X (comte de Reuss-Ebersdorf des de 1678), 1673-78
- Enric XV, 1710-39
- Enric II, 1739-82
- Enric XXXV, 1782-90

Elevat a principat, 1790
Prínceps de Reuss-Lobenstein 1790–1824
- Enric XXXV, 1790-1805
- Enric LIV, 1805-24

Absorbit per Reuss-Ebersdorf, 1824